# Orthogonacladiaceae
Orthogonacladiaceae, porodica crvenih algi, dio reda Gelidiales. Sastoji se od 4 priznatih vrsta unutar dva roda.
Opisana je 2016. godine

## Rodovi
1. Aphanta Tronchin & Freshwater 2
2. Orthogonacladia G.H.Boo & Le Gall 2